# Discriminazione verso gli atei
La discriminazione verso gli atei, anche detta ateofobia, comprende la violazione dei diritti e la persecuzione delle persone irreligiose e non credenti (atei, agnostici, scettici, razionalisti, deisti, panteisti, nonteisti, umanisti e così via).
Le discriminazioni contro i noncredenti sono causate principalmente dalla loro negazione esplicita di una o più fedi religiose, o dalla loro mancata adozione di qualunque credenza legata al soprannaturale. Generalmente i noncredenti sono soggetti a persecuzioni e discriminazioni per questi motivi in Paesi con un alto livello di religiosità, dove sono presenti lobby e/o istituzioni religiose potenti, o dove comunque la religione ha un rilievo particolare per l'ordine costituito.
Nelle democrazie costituzionali la discriminazione giuridica contro i noncredenti non esiste, ma alcune associazioni laiche e umaniste, specie negli Stati Uniti, come l'International Humanist and Ethical Union e l'Atheist Alliance International, due ONG riconosciute dalle Nazioni Unite che monitorano lo stato e le violazioni dei diritti umani delle persone noncredenti in ogni Paese del mondo, hanno contestato leggi e regolamenti discriminatori o lesivi nei confronti delle persone non credenti.
Nel mondo i Paesi dove i noncredenti subiscono discriminazioni, soprusi e persecuzioni sono 85 in totale; in alcuni Stati la discriminazione e le azioni violente nei confronti degli atei e non credenti in generale viene approvata o comunque supportata dai governi e istituzioni vigenti. Attualmente in Paesi con una forte presenza di persone di fede islamica e/o dove la legge islamica (cfr. Fiqh e Shari'a) regola anche la vita politico-giuridica dello Stato e dei cittadini, come Afghanistan, Iran, Maldive, Mauritania, Pakistan, Arabia Saudita e Sudan, gli atei affrontano discriminazioni legali, tra cui la mancanza di status giuridico, o possono venire condannati a morte nel caso in cui la loro noncredenza venga ritenuta apostasia o blasfemia. In totale sono 13 i Paesi nel mondo (fra cui Afghanistan, Iran, Iraq, Nigeria, Arabia Saudita, Pakistan e Somalia) dove l'ateismo o la noncredenza costituisce un reato punibile con la condanna a morte.

## Antichità
Gli storici, tra cui Lucien Febvre concordano nel dire che l'ateismo, nel suo senso moderno, non esisteva prima della fine del XVII secolo. Tuttavia, poiché l'autorità governativa poggiava sul concetto di diritto divino, essa veniva minacciata da coloro che negavano l'esistenza del dio, o degli dèi, del luogo. Alcuni filosofi, come Platone, hanno sostenuto che l'ateismo (come lo intendiamo oggi: negazione dell'esistenza di Dio) era un pericolo per la società, e avrebbe dovuto essere punito come reato. Lo stesso Socrate, al processo che lo vide imputato, venne accusato, tra altre cose, di non credere negli Dèi della città, di tentare di introdurne di nuovi, e quindi di contestare la natura sacra della legge. Il sofista e poeta Diagora di Milo, detto l'ateo, nel 415 a.C. fu espulso dalla città di Atene per il suo pensiero; stessa sorte accolse Teodoro di Cirene.

## Era moderna
Nel corso dell'era moderna il termine "ateo" è stato usato come un insulto, e applicato a una vasta gamma di persone, comprese quelle che professavano credenze teologiche considerate eretiche, così come persone suicide, gente che non credeva nella stregoneria o altre persone semplicemente considerate immorali, poiché, esattamente come nell'antichità, le convinzioni ateistiche erano viste come una minaccia all'ordine costituito e alla morale; di ciò ne era convinto, ad esempio, Tommaso d'Aquino. L'umanista e politico cattolico Tommaso Moro sosteneva che la tolleranza religiosa avrebbe dovuto interessare tutti, tranne coloro che non credevano in una divinità o l'immortalità dell'anima, così come John Locke sosteneva che agli atei, ai cattolici e ai musulmani non si sarebbe dovuto concedere pieni diritti di cittadinanza. A metà del XVI secolo vengono condannati a morte l'umanista francese Étienne Dolet (al rogo), il libertino svizzero Jacques Gruet (decapitato) ed il filosofo e medico italiano Giulio Cesare Vanini (mutilato e trucidato).

## Era contemporanea

### Paesi occidentali
Le teorie moderne delle democrazie costituzionali permettono che i cittadini siano intellettualmente e spiritualmente liberi, e che i governi debbano relegare le questioni di fede religiosa nella sfera personale, senza avvantaggiare né svantaggiare nessuna confessione in particolare. Da tale principio costitutivo della moderna democrazia e della separazione tra Stato e Chiesa, si può affermare che non esiste un'aperta discriminazione legale verso gli atei, anche se ciò non toglie che esista un certo pregiudizio nei loro confronti. Uno studio della Università della Columbia Britannica ha rivelato che esiste una certa diffidenza, da parte dei credenti, ad avere rapporti con persone atee o noncredenti, e che gli atei avrebbero prospettive di lavoro più basse. Esiste invece, specialmente in Europa, un forte dibattito sulla laicità degli Stati.

#### Europa
Nel Regno Unito, un terzo delle scuole professa una confessione, mentre in Irlanda è richiesta una formazione religiosa nei college cristiani, al fine di lavorare come insegnante nelle scuole statali. Non sussistono comunque impedimenti legali per le persone non credenti al conseguimento di cariche pubbliche; è ateo, ad esempio, Nick Clegg, ex Vice Primo ministro del Regno Unito nel I governo Cameron.

#### Italia
L'ateismo esplicito e militante era considerato passibile di "offesa alla religione di Stato" o blasfemia, almeno fino alla Costituzione del 1948. Dall'epoca fascista infatti, nelle carceri i detenuti erano obbligati ad assistere alle funzioni religiose e l'ora di religione era pressoché obbligatoria nelle scuole pubbliche fino al 1984, insieme ad altre disposizioni di favore verso la confessione maggioritaria cattolica, tuttora in vigore. 

Nella stessa Costituzione furono inseriti alcuni articoli riguardanti i Patti lateranensi che riconoscevano il cattolicesimo come religione ufficiale, ma anche articoli sulla libertà religiosa e il libero pensiero. In particolare, l’articolo 19 recita:
Il comma 1 dell’articolo 21 riporta:
Secondo quanto riportato dall'Unione degli Atei e degli Agnostici Razionalisti, fu sostenuto da taluni giuristi che l’ateismo fosse lecitamente esprimibile come convinzione personale, ma irrilevante, se non illecito nella forma più attiva (es. propaganda antireligiosa), in quanto il legislatore aveva tutelato espressamente il solo sentimento religioso e solo genericamente il pensiero libero.
Soltanto in seguito alla questione del giuramento "davanti a Dio" nei tribunali, così la Corte costituzionale si è espressa nel 1979 riguardo all'ateismo, legittimandolo, a livello giurisprudenziale, in ogni sua forma:
Dal punto di vista finanziario, in Italia vige anche un diverso regime di tassazione ed incentivazione che privilegia le religioni ed i loro adepti (es. Otto per mille) e nello specifico la religione cattolica con specifici finanziamenti alla Chiesa cattolica.

#### Stati Uniti d'America
(George H. W. Bush)
La discriminazione contro le persone non credenti negli Stati Uniti (dove circa il 40% della popolazione crede nel creazionismo e considera "verità scientifica" la storia dell'umanità e del mondo attraverso un'interpretazione letterale della Bibbia) si verifica in contesti giuridici, sociali e professionali: alcuni non credenti statunitensi paragonano la loro condizione di minoranza discriminata a quella che subiscono le minoranze etniche, la comunità LGBT e le donne. "Gli americani credono che sia accettabile discriminare gli atei in modi considerati oltre il limite verso altri gruppi", ha dichiarato Fred Edwords dell'American Humanist Association. Da un sondaggio del Pew Research Center, nel quale veniva chiesto di identificare i tratti positivi o negativi di un possibile candidato alla presidenza, ben il 61% degli intervistati ha dichiarato che non voterebbe una persona "che non crede in Dio"; In questo e altri sondaggi, le percentuali di disapprovazione dei non credenti sono superiori a quelle di musulmani, afroamericani e omosessuali. La percezione dei non credenti, dalle risposte dei partecipanti, è quella di persone inclini a comportamenti criminali, materialismo ed elitismo. Ciò nonostante, non tutti i non credenti condividono questi paragoni con le altre minoranze, asserendo che non c'è vera oppressione o discriminazione.
Nel marzo 2012 si è svolta a Washington la prima Reason Rally, una manifestazione contro le discriminazione della popolazione non credente, a cui hanno partecipato 20.000 persone, e ha visto la partecipazione e il supporto, tra gli oratori, di Richard Dawkins, Adam Savage, Eddie Izzard, Bill Maher, Nathan Phelps, Dan Barker e James Randi. Ha partecipato anche il gruppo punk-rock Bad Religion.
Pochi politici americani si sono identificati come non credenti (non-theists), dal momento che questo tipo di "coming out" è sempre stato considerato "un tabù politico". Nel 2007 Pete Stark, rappresentante della California per il Partito Democratico, è stato il primo membro del Congresso a dichiararsi apertamente non credente.
Le costituzioni dei seguenti sette stati americani impediscono, a chiunque non manifesti alcun pensiero religioso, di detenere cariche pubbliche.
Arkansas:
"Nessuna persona che neghi l'esistenza di un Dio, può avere un impiego nei servizi civili di questo Stato, né essere competente a testimoniare in qualsiasi Tribunale."
Maryland:
"Che nessuna prova di religione debba mai essere richiesto come qualificazione per qualsiasi ufficio [...] in questo Stato, ad eccezione di una dichiarazione di fede nell'esistenza di Dio, né il legislatore prescriva alcun altro giuramento di ufficio che il giuramento prescritto da questa Costituzione.”
Mississippi:
"Nessuna persona che neghi l'esistenza di un Essere Supremo può avere un impiego in questo Stato."
Carolina del Sud:
"Nessuna persona che neghi l'esistenza di un Essere Supremo può avere un impiego pubblico sotto questa Costituzione."
Tennessee:
"Nessuna persona che neghi l'esistenza di Dio, o di uno stato futuro di ricompense e punizioni, può avere un impiego nel dipartimento civile di questo stato."
Texas:
"Nessuna prova religiosa sarà mai richiesta come qualificazione a qualsiasi ufficio [...] in questo Stato, né alcuno deve essere escluso dalle cariche a causa dei suoi sentimenti religiosi, a condizione che riconosca l'esistenza di un Essere Supremo."
Pennsylvania:
"Nessuna persona che riconosca l'esistenza di un Dio e di un futuro stato di ricompense e punizioni sia, a causa dei suoi sentimenti religiosi, svantaggiata al fine di detenere una carica pubblica nel presente Commonwealth."

### Paesi islamici
I non credenti o le persone considerate tali possono essere vittime di discriminazioni e persecuzione in alcuni Paesi islamici.

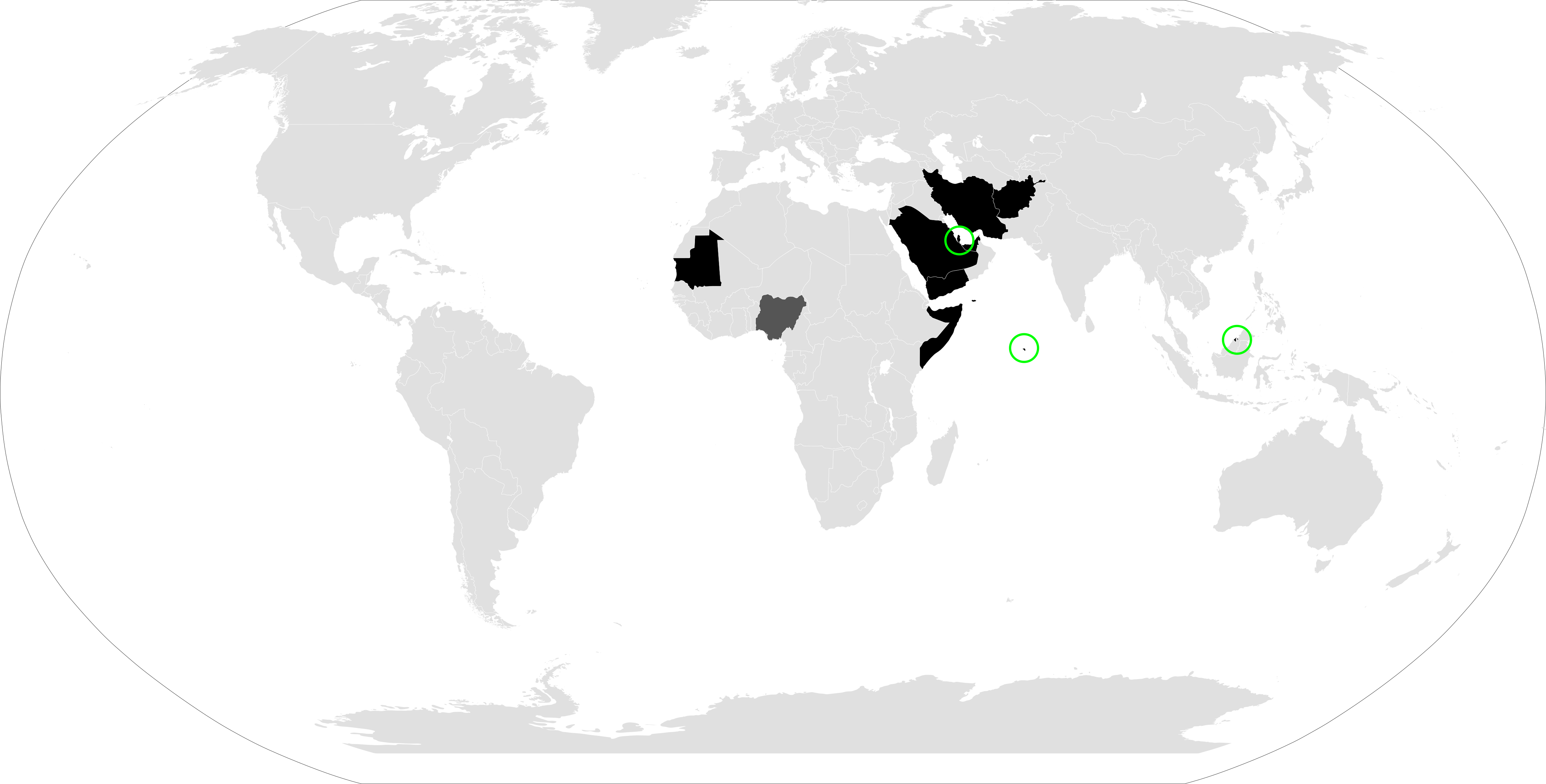
Nel mondo sono 12 i Paesi (tutti a maggioranza musulmana) dove è prevista la pena di morte per i noncredenti.

Secondo le interpretazioni popolari dell'Islam, ai musulmani non è consentito cambiare religione o diventare atei: rinnegare l'Islam, e quindi diventare un apostata (cfr. Ridda), è tradizionalmente punito con la morte per gli uomini e l'ergastolo per le donne. I paesi che puniscono l'ateismo e l'apostasia sono Arabia Saudita, Nigeria, Qatar, Emirati Arabi Uniti, Egitto, Somalia, Pakistan, Afghanistan, Maldive, Iran, Mauritania e Sudan In tutti questi Paesi l'Islam è la religione principale, quando non è religione di Stato; ad oggi il paese che ha eseguito più condanne a morte contro non credenti o persone considerate tali è il Pakistan.
Nell'aprile 2013 in Bangladesh, tre blogger sono stati arrestati con l'accusa di ateismo e profanità verso Maometto e la religione islamica. Nei giorni successivi si è svolta un'imponente manifestazione nelle strade di Dacca, con la partecipazione di circa 200.000 persone, per chiedere l'impiccagione degli arrestati e l'emanazione di leggi anti-blasfemia, tra cui la pena di morte, per coloro che discutono criticamente sull'Islam.
Il governo della premier Sheikh Hasina, a capo del partito Lega Awami, invece di difendere gli aggrediti e garantire libertà di espressione, ha preferito tranquillizzare i fondamentalisti.
Il primo ministro Hasina ha risposto: “Non avete bisogno di fare alcuna mobilitazione. In quanto islamica, ho la responsabilità di agire”. “Abbiamo già deciso i provvedimenti da prendere contro i responsabili che hanno ferito i sentimenti religiosi della gente”.